# Rebecca Moros
Rebecca Ann Moros (* 6. Mai 1985 in Larchmont, New York) ist eine US-amerikanische Fußballspielerin, die seit der Saison 2018 beim Utah Royals FC in der National Women’s Soccer League unter Vertrag steht.

## Karriere
Moros spielte während ihres Studiums an der Duke University für die dortige Universitätsmannschaft, die Duke Blue Devils. Zusätzlich lief sie 2005 und 2006 in den vorlesungsfreien Sommermonaten für das Franchises der New Jersey Wildcats in der W-League beziehungsweise der Long Island Fury in der WPSL auf. Ab dem Jahr 2007 war Moros Teil der Mannschaft der Washington Freedom, zuerst in der W-League, ab 2009 in der neugegründeten WPS. Als das Franchise der Freedom zur Saison 2011 unter dem neuen Namen magicJack nach Boca Raton umgezogen wurde, blieb sie zunächst, wechselte aber noch während der laufenden Saison zum Ligakonkurrenten Western New York Flash und gewann dort umgehend den Meistertitel. Nach der Auflösung der WPS unmittelbar vor der Saison 2012 wechselte Moros zum japanischen Erstligisten INAC Kōbe Leonessa, wo sie in ihrem ersten Jahr das Triple aus nationaler Meisterschaft, Pokalsieg und der länderübergreifenden Japan and South Korea Women’s League Championship erringen konnte. In der Saison 2013 gelang Kōbe die Titelverteidigung in Liga und Pokal.
Zur Saison 2014 wechselte Moros zum Portland Thorns FC in die ein Jahr zuvor gegründete National Women’s Soccer League. Im Januar 2015 wurde ihr Wechsel zum amtierenden NWSL-Meister FC Kansas City bekannt, mit dem sie den Titel erfolgreich verteidigen konnte. Zur Saison 2016 zog Moros zum Franchise der Western New York Flash weiter, für die sie bereits zu WPS-Zeiten gespielt hatte. Ohne Ligaeinsatz wechselte sie im März 2016 zum Franchise der Houston Dash. Im März 2017 kehrte Moros zum FC Kansas City zurück.

## Erfolge
- 2011: Gewinn der WPS-Meisterschaft (Western New York Flash)
- 2012, 2013: Gewinn der japanischen Meisterschaft (INAC Kōbe Leonessa)
- 2012, 2013: Gewinn des japanischen Pokalwettbewerbs (INAC Kōbe Leonessa)
- 2012: Gewinn der Japan and South Korea Women’s League Championship (INAC Kōbe Leonessa)
- 2015: Gewinn der NWSL-Meisterschaft (FC Kansas City)